# Vigne Nuove

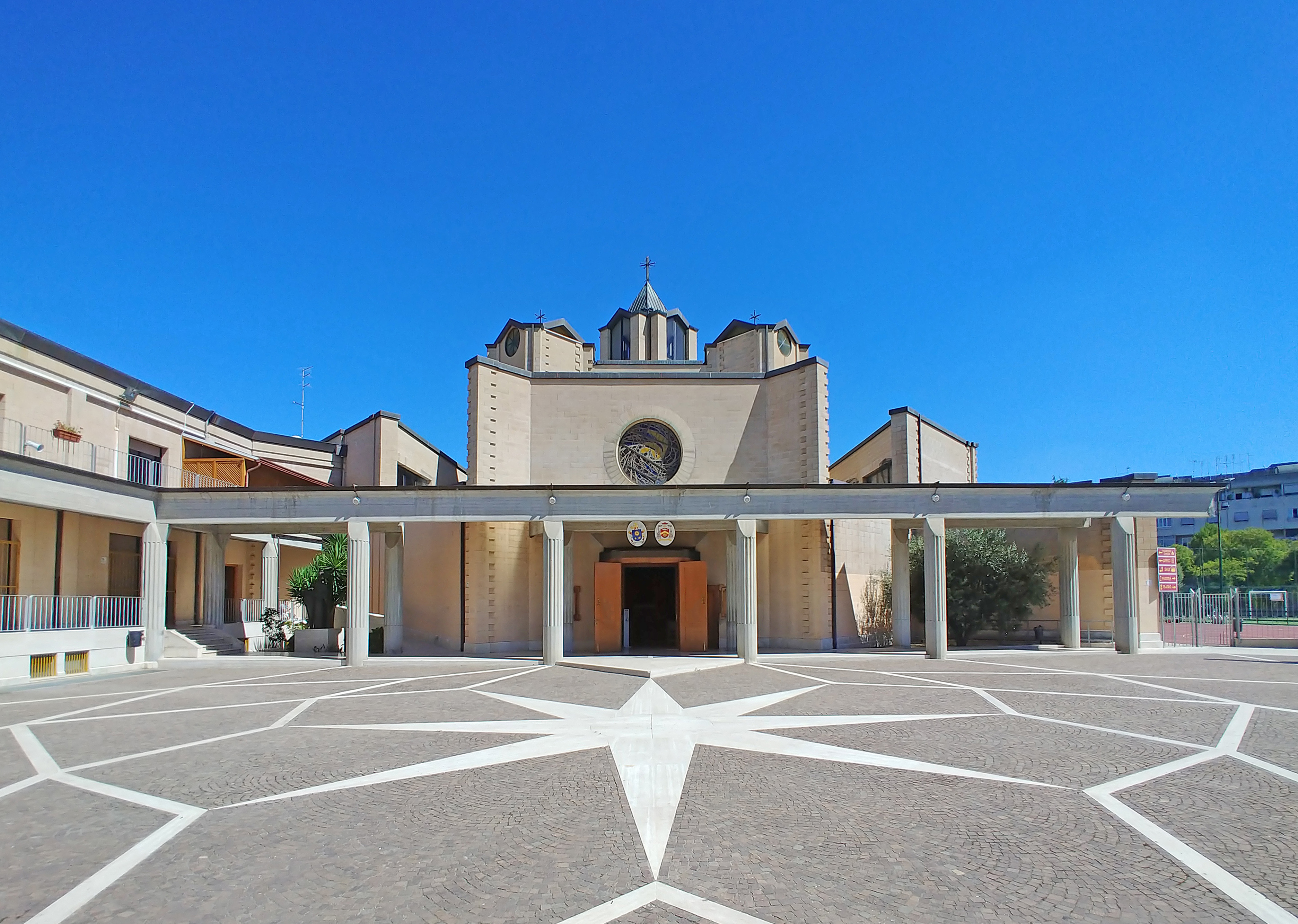
Facciata della Chiesa di Sant'Alberto Magno.

Vigne Nuove è il piano di zona 7 del Municipio Roma III di Roma Capitale. Fa parte della zona urbanistica 4B Val Melaina, nelle zone Z. II Castel Giubileo e Z. IV Casal Boccone.
È situata a nord-est della capitale all'interno del Grande Raccordo Anulare.

## Monumenti e luoghi d'interesse

### Architetture religiose
- Chiesa di Sant'Alberto Magno, su via delle Vigne Nuove. 41.964453°N 12.535036°E

Parrocchia eretta il 1º settembre 1983 con decreto del cardinale vicario Ugo Poletti "Seguendo l'esempio".

### Siti archeologici
- Villa di Faonte a Vigne Nuove, fra via delle Vigne Nuove e via Passo del Turchino. Villa del I secolo a.C.[1] 41.954408°N 12.537777°E

Sono stati trovati dei muri in opus reticolatum, un criptoportico-cisterna, dei cunicoli-cisterna di epoca repubblicana. Nibby identifica la villa con il suburbanum Phaontis. Nei pressi è stata trovata un'epigrafe della nutrice di Nerone.